# Aloha from Havana
Aloha from Havana är Robert Johnson and Punchdrunks tredje album som släpptes 27 oktober 1997 på etiketten Strange Edge/Birdnest.

## Låtar på albumet
1. Getaway
2. Thrilla In Manila
3. Aloha From Havana
4. Lex Luthor
5. The Fuzz
6. Les Adventures de Tintin
7. Theme From The Persuaders
8. Link's Voodoo
9. Spy vs Spy
10. Do The Punch
11. Garlic Chicken & Shots
12. Cecilia Ann
13. Stuck In Tunisia
14. I'm Branded
15. Gladys' Pills
16. Lothar Goes Berserk
17. Dope Safari In Casbah